# Phyllis Coates
Phyllis Coates (nascida Gypsie Ann Evarts Stell Wichita Falls, 15 de janeiro de 1927 – Los Angeles, 11 de outubro de 2023) foi uma atriz de cinema e de televisão estadunidense. Tendo atuado em mais de 130 trabalhos, entre filmes, seriados e episódios de séries de televisão, um de seus papeis mais lembrados é a personagem Lois Lane no filme de 1951, Superman and the Mole Men, além da primeira temporada da série de televisão Adventures of Superman.

## Início da carreira
Após graduar-se em Wichita Falls, Texas, Coates foi para Los Angeles, na Califórnia, para estudar na UCLA. No entanto, um encontro com o artista Ken Murray resultou em um trabalho em seu show de vaudeville, como corista. Mais tarde, se apresentou como uma das dançarinas do Earl Carroll Theatre. Ela assinou um contrato de filme com a Warner Brothers, estendendo-se desde 1948 a 1956, e co-estrelou com George O'Hanlon nos populares estúdios de Joe McDoakes algumas comédias de curta-metragem. Sua primeira atuação foi em So You Want to Be in Politics, um curta-metragem de 1948. Casou-se brevemente (1948-1949) com o diretor da série, Richard L. Bare e continuou a aparecer em filmes após o divórcio.
Em 1955, Coates atuou como Madge na comédia da CBS Professional Father. Ainda em 1955, ela interpretou Medora De More em King of the Dakotas, na antológica série de televisão Western da NBC, Frontier. Em 1956, ela atuou no episódio God in the Street de outra antológica série religiosa, Crossroads. No mesmo ano, ela atuou em um segundo drama religioso, This Is the Life, como Betty,  no episódio I Killed Lieutenant Hartwell. Ainda em 1956, atuou como Marge no episódio Web Feet do drama militar Navy Log. Estrelou, também, o drama criminal Richard Diamond, Private Detective, com David Janssen, em 1958.
Em 1958, ela interpretou Clarissa Holliday nos 39 episódios de This Is Alice. Fez também três interpretações na série Perry Mason (em 1958, The Case of the Black-Eyed Blonde; em 1961, The Case of the Cowardly Lion, e em 1964, The Case of the Ice-Cold Hands). Atuou também em episódios das séries de televisão The Adventures of Kit Carson, The Untouchables e Gunsmoke, entre outras.

## Lois Lane
Coates interpretou Lois Lane nos primeiros vinte e seis episódios de Adventures of Superman, onde ela alcançou a mesma bilheteria de George Reeves, mesmo para os episódios em que ela não aparecia. Sua poderosa donzela em apuros foi usada com bons resultados em vários episódios. Após filmar a primeira temporada, os produtores de Superman suspenderam a produção até que encontraram um patrocinador nacional. Quando chegou a hora de filmar mais episódios do Superman, Coates já havia se comprometido em outro lugar. Noel Neill, que já havia interpretado Lois Lane nos seriados Superman, de 1948, e Atom Man vs Superman, de 1950, ao lado de Kirk Alyn, sucedeu-a na série.

## Pós-Superman
Coates tentou distanciar-se da série do Superman, temendo limitar muito seus papéis. Ela atuou como a mãe de Lois Lane na temporada final da série de televisão dos anos 1990, Lois & Clark: The New Adventures of Superman.
Sua fama no Superman obscureceu o fato de que Coates foi uma das atrizes mais confiáveis de Hollywood no período. Ela trabalhou constantemente, aparecendo em personagens de baixo orçamento, faroestes, seriados e os curta-metragens de McDoakes. Seus filmes mais lembrados da década de 1950 são “Blues Busters”, com os Bowery Boys (em que ela tem um número musical), o seriado Panther Girl of the Kongo, e I Was a Teenage Frankenstein. Ela aceitou o papel no filme de 1957 The Incredible Petrified World, um filme de ficção estrelado por John Carradine, como um favor para seu diretor, Jerry Warren, que era um antigo namorado. A atriz originalmente escolhida para o filme não poderia fazê-lo e Warren não podia encontrar alguém na última hora. Ele persuadiu Coates a fazer o papel, dizendo-lhe que o filme não ia ser mostrado na Califórnia. No entanto, depois que foi concluído, ela descobriu que Warren realmente liberara o filme na Califórnia, e ela foi informada pelo executivo de pelo menos um estúdio na Columbia que o filme era tão inferior e de má qualidade que o estúdio poderia não contratá-la novamente.
Suas última participações foram na televisão, no episódio em duas partes The Washington Affair, da série Dr. Quinn, Medicine Woman, em 1994, e em Hollywood: The Movie, vídeo de 102 minutos em 1996.

## Vida pessoal
Coates foi casada inicialmente com o diretor Richard L. Bare em 28 de março de 1948, num breve casamento de 8 meses, divorciando-se em 11 de janeiro de 1949. Em 23 de janeiro de 1950, casou-se com o pianista Robert Nelms, ficando casada com ele até 1953. Tiveram uma filha. Divorciou-se em 1 de outubro de 1953 e se casou com o diretor Norman Tokar em 27 de agosto de 1955,[carece de fontes?] com quem teve o filho David, em 18 de dezembro de 1956. Divorciou-se e, em 3 de outubro de 1962, casou-se Dr. Bernard Press. Em 16 de agosto de 1963, nasceu sua filha Laura. Tiveram no total 3 filhos e divorciaram-se em 1968. Em 1993, um de seus filhos morreu de overdose de heroína.
Coates morreu no dia 11 de outubro de 2023, aos 96 anos.

## Filmografia parcial
- So You Want to Be in Politics (1948)
- A Kiss in the Dark (1949)
- My Foolish Heart (1949)
- My Blue Heaven (1950)
- Superman and the Mole Men (1951)
- Adventures of Superman (série de televisão, 1951-1953)
- Flat Top (1952)
- Fargo (1952)
- Jungle Drums of Africa (1953)
- El Paso Stampede (1953)
- Gunfighters of the Northwest (1954)
- Panther Girl of the Kongo (1955)
- I Was a Teenage Frankenstein (1957)
- The Incredible Petrified World (1957)
- Chicago Confidential (1957)
- The Baby Maker (1970)